# Pilzno 8
Pilzno 8 (czeski: Plzeň 8) – dzielnica miejska w południowo-wschodniej części miasta statutowego Pilzna, o powierzchni 500,58 ha. Na swoim terenie posiada 42 ulice i 492 adresy.